# Libérat Mfumukeko
 (avril 2025).
Si vous disposez d'ouvrages ou d'articles de référence ou si vous connaissez des sites web de qualité traitant du thème abordé ici, merci de compléter l'article en donnant les références utiles à sa vérifiabilité et en les liant à la section « Notes et références ».
Libérat Mfumukeko est un haut fonctionnaire ainsi qu'un diplomate burundais. Il est actuellement Chargé de Missions auprès du Président de la République du Burundi et en même temps Représentant des Emprunteurs IDA à la Banque mondiale où il copréside le Groupe 1 Afrique (22 pays). 
Amb. Libérat Mfumukeko a occupé le poste de Secrétaire Général de la Communauté d'Afrique de l'Est / East African Community (EAC) de 2016 à 2021; pendant son mandat il a aussi présidé, en 2016-2017, la Tripartite des communautés économiques EAC-COMESA-SADC, et a été membre ex-officio de l’ Assemblée Législative de l’EAC ainsi que du Conseil Exécutif de l’Union Africaine. 
Avant 2016, il a été Secrétaire Général Adjoint de l’EAC chargé des Finances & Administration, et a occupé plusieurs postes de haut niveau au Burundi. De novembre 2009 à 2012 il a été le premier DG de l’Agence burundaise de Promotion des Investissements (API), de 2012 à 2013 il a été le Conseiller Principal, avec rang ministériel, du Président de la République chargé des Questions Économiques, et de 2013 à mars 2015 il a été DG de la REGIDESO, la plus grande entreprise publique du Burundi. De 1994 à 2009, il a occupé différents postes dans des entreprises privées en France et aux USA où il a étudié et vécu pendant plus de 20 ans, et a été Expert Economiste au sein du Système des Nations Unies (PNUD puis FAO) pendant 5 ans.
Amb. Libérat Mfumukeko est détenteur d’une Licence en Sciences Économiques de l’Université de Tours (France), d’un MBA de Clark University (MA, USA), d’un diplôme post-universitaire en Adaptive Leadership du Kennedy School of Government (Harvard University, USA) et d’un diplôme d’apprentissage de la langue russe de l’Université d’Etat Lomonossov de Moscou (Russie). En 2021, Clark University l’a honoré d’un Diplôme de Doctorat Honoris Causa. 
Depuis 2013, Amb. Libérat Mfumukeko est fondateur et président de l’ONG “Excellence in Education for Development” qui a créé Bujumbura International University.  